# Callistethus varius
Callistethus varius är en skalbaggsart som beskrevs av Newman 1839. Callistethus varius ingår i släktet Callistethus och familjen Rutelidae. Inga underarter finns listade.